# 音楽自由区。
『音楽自由区。』（おんがくじゆうく。）は、JFN系列局（一部地域を除く）で2010年4月1日から2013年9月30日まで放送されていた音楽番組。選曲者は存在するがパーソナリティが存在しないため、事実上フィラー番組状態になっている。なお、女性アナウンス（担当者不明）がある。かかる曲は洋楽中心。
2010年秋からネット局や放送時間に変更がある。

## 番組コンセプト
「感性による選曲を」「音楽をジャンルで分けずに、音楽で表現するための2時間のNICE MIX」（番組ホームページによる）

## 放送時間

### 2010年4月～9月
- 月曜日 5:00 - 6:00
- 火曜日 - 金曜日 4:00 - 6:00（月曜日 - 木曜日 28:00 - 30:00）

途中5時の時報が、5:30からは「HEADLINE NEWS」が挿入される。
この番組開始以降タイムテーブル上、一部の地域では放送基点時間が6時になった。これは、1997年10月以来12年半ぶりのこと。基点時間が5時のままの地域もある。
放送開始日は2010年4月1日（木曜日）であったが、この日は『DAY BREAK』最終回との兼ね合いから5時スタートとなった。

### 2010年10月～2013年9月
- 月曜日 5:00 - 5:30
- 火曜日 - 金曜日 4:00 - 5:30（月曜日 - 木曜日 28:00 - 29:30）

9月30日の28時台をもって、TOKYO FMでの放送が打ち切られ、「SYMPHONIA」が始まる。
また、10月から番組自体も終了時間が30分繰り上がる。5:30 - 6:00の枠では、「扉-TO VILLA-」の内包番組を時間移動する形として独立させた形で「ON THE WAY JOURNAL」が始まる（これに伴い、従来放送されていた一時間番組の「ON THE WAY JOURNAL」は、「ON THE WAY JOURNAL WEEKEND」としてリニューアルする）。
5:25からは「HEADLINE NEWS」が放送される。番組の枠内だが、コーナーの終了で番組自体も終了するため、エンディングはコーナー前に行われる。

## ネット局
×は月曜のみ休止の局
- FM青森
  - 火～木 5:00 - 6:00は、「日々是好日」を放送。金曜のみフルネット。
- FM岩手
  - 火～木 5:00 - 5:30は「日々是好日」を放送。金曜のみフルネット。
- FM秋田
  - 火～木 4:30 - 5:30は「日々是好日」を放送。金曜のみフルネット。
- Rhythm Station
  - 火～木 5:00 - 6:00は、「日々是好日」を放送。金曜のみフルネット。
- Date fm
  - 2011年7月ネット開始。2012年10月より半年間は月～木曜日 13:30～13:55にて過去の再放送を実施。
  - 2013年4月より、火～木 4:30 - 5:30は、「日々是好日」を放送。金曜のみフルネット。
- ふくしまFM
  - 火～木 4:30 - 5:30は、「日々是好日」を放送。金曜のみフルネット。
- RADIO BERRY
- FMぐんま
  - 火 - 木 4:00 - 5:00は、「日々是好日」を放送のため5:00から。金曜のみフルネット。
- FM長野
  - 長野の起点時間は基本5時ではあるが、月曜以外、タイムテーブル上は4時である。（月曜日は5時まで放送機器点検で休止）
- FM-NIIGATA
  - 新潟の起点時間は基本5時ではあるが、月曜以外、タイムテーブル上は4時である。（月曜日 4時－5時は、「日々是好日」をネット）
- K-mix
  - 火 - 金の4:00は、自社製作番組の再放送を放送しているため、5:00からの放送となる。尚、2012年1月3日～6日、2013年1月1日～4日は、特別編成のため、いずれも午前4時から放送した。
- Radio 80
  - 2013年4月から「歌のアルバム」を放送のため5:00で飛び降り。
- radio CUBE FM三重
  - 金曜のみ5:00で飛び降り。5:00からは「石川さゆり ねこふんじゃった」を放送。その他の曜日はフルネット。
- FM福井
- HELLO FIVE
- FMとやま
- e-radio
  - 2013年4月より、火～木の5:00から「日々是好日」、金は「Living Music」を放送。
- Kiss FM KOBE
  - 2010年4月末でJFNから除名。9月末までは番販供給局（その後、兵庫エフエム放送となった2010年11月にJFN復帰）
- V-air
- FM岡山
  - 2010年9月までは5:54で飛び降り。2010年10月よりフルネット
- FMY
- FM徳島
- FM香川
- Hi-Six
- ×FMS
- fm nagasaki
- ×エフエム・クマモト
- Air-Radio FM88
- JOY FM
- μFM
- FM沖縄